# Ши Сюэчэн
Ши Сюэчэн — буддийский монах, председатель Буддийской ассоциации Китая.
Мастер Сюэчэн родился в уезде Сянью провинции Фуцзянь в 1966 году. В 1982 году он начал свою монашескую жизнь и принял постриг у старейшины Диньхай. Затем последовал наставнику Юаньчжо, чтобы заниматься буддийским изучением и практикой. В 1991 году он закончил Китайский буддийский университет, получив степень магистра. В 2007 году в таиландском Чулалонгкорнском университете ему присвоили почётную ученую степень доктора педагогических наук. В 2010 году в Бангладеш Мастер получил золотую премию мира имени Атиши Дипанкары. А в 2011 году Совет всеиндийской бхикшу маха сангхи вручил Мастеру Сюэчэну учёную степень «Доктор Трипитаки».
Нынешние должности: член Постоянного комитета НПКСК (Народный политический консультативный совет Китая), заместитель председателя Всекитайской федерации молодёжи, генеральный секретарь Китайского религиозного комитета по защите мира, председатель Буддийской ассоциации Китая, заместитель ректора Китайского буддийского института, вице-ректор Высшего исследовательского института гуманитарных наук и религиоведения Пекинского педагогического университета, настоятель монастырей Гуанхуа (в уезде Путянь провинции Фуцзянь), Фамэнь (в уезде Фуфэн провинции Шаньси) и Лунцюань (в Пекине).